# Preobrajenka, Ceaplînka
Preobrajenka (în ucraineană Преображенка) este localitatea de reședință a comunei Preobrajenka din raionul Ceaplînka, regiunea Herson, Ucraina.

## Demografie
Componența lingvistică a localității Preobrajenka
     Ucraineană (91,19%)
     Rusă (4,94%)
     Alte limbi (0,83%)
Conform recensământului din 2001, majoritatea populației localității Preobrajenka era vorbitoare de ucraineană (91,19%), existând în minoritate și vorbitori de rusă (4,94%).